# Xavier Gramona Sande
Xavier Gramona Sande   (Barcelona, 1959 - 4 d'agost de 2023) fou un elaborador i divulgador dels vins escumosos de llarga criança del celler familiar Gramona, i de la cultura del vi escumós de qualitat en general.

## Biografia
Es va graduar en Ciències Empresarials a ESADE, a Barcelona, i va obtenir un Master of Science a la London Business School. A Londres, va fer créixer la seva experiència professional en els sectors bancari i del màrqueting.
Va tornar a Barcelona per incorporar-se a la direcció del negoci familiar el 1995, i va ampliar la seva formació amb estudis d'enologia a l'Institut Català de la Vinya i el Vi, i amb un Màster en Aromes i Fragàncies a la Universitat Politècnica de Catalunya.
Juntament amb el seu cosí Jaume, cinquena generació de la família, van impulsar el canvi de paradigma dels escumosos del Penedès. Fins a l'inici del s. XXI, hi havia la creença que els vins escumosos elaborats al Penedès només podien oferir joventut i frescor. L'experiència acumulada de la família va demostrar que, especialment els elaborats amb la varietat xarel·lo, tenien una gran capacitat per a la llarga criança. Xavier Gramona var ser el gran divulgador d'aquest canvi conceptual, sobretot, a través de tastos a cegues de grans escumosos d'arreu del món, amb què va posicionar els escumosos del Penedès a les taules de l'alta gastronomia.
Xavier Gramona va ser un dels impulsors de la creació de la marca de garantia europea d'escumosos de qualitat Corpinnat, el seu primer president, i president honorífic des de setembre de 2023.
Persona inquieta i d'extensa cultura, va donar suport a diversos projectes de música, teatre i altres disciplines artístiques, Va ser membre del comitè executiu de la Fundació Catalunya Cultura, entitat que promou la cultura com a factor de progrés del país. També va donar suport a diverses organitzacions sense ànim de lucre.
Va exercir la vicepresidència de Gramona i va dirigir de l'àrea de mercat de la casa fins a la seva mort, a conseqüència d'un ictus provocat per una caiguda accidental greu al seu celler l'agost de 2023. El seu fill Leonard, incorporat a l'empresa el 2018, a qui ja havia passat el relleu de part de les seves responsabilitats, el seu cosí Jaume i Roc, el fill d'aquest, van quedar al capdavant de la direcció.